# Rozbity Kamień
Rozbity Kamień – wieś w Polsce położona w województwie mazowieckim, w powiecie sokołowskim, w gminie Bielany. Ma status sołectwa. Miejscowość położona jest około 10 km od Sokołowa Podlaskiego i Węgrowa oraz 20 km od Siedlec.
W latach 1975–1998 miejscowość administracyjnie należała do województwa siedleckiego.
Wieś jest siedzibą rzymskokatolickiej parafii Trójcy Przenajświętszej. Obecny kościół parafialny Trójcy Przenajświętszej został konsekrowany w 1995. W miejscowości znajduje się także zabytkowy kościół z XVIII w., który znajduje się na szlaku Drewniane Skarby Mazowsza na Pętli Siedleckiej.
We wsi znajduje się także Zespół Szkół im. Sybiraków (przedszkole, szkoła podstawowa).
Z tejże miejscowości pochodzi prezydent miasta Siedlce – Wojciech Kudelski.

## Historia
Miejscowość powstała przed rokiem 1446, gdyż z tego okresu pochodzą pierwsze wzmianki w dokumentach. Pierwotnie nazywana była Komory lub Komorowo, w okresie późniejszym funkcjonowała nazwa Rozbicie (aż do II wojny światowej). Według miejscowej tradycji zmiana nazwy nastąpiła po rozbiciu przez piorun olbrzymiego głazu, służącego pogańskiemu kultowi (stąd nazwa Rozbity Kamień – potocznie Rozbicie).
Wieś jest siedzibą parafii rzymskokatolickiej pw. Trójcy Przenajświętszej. Parafia powstała przed 1448, gdyż w księgach sądu ziemskiego drohickiego jest zapis mówiący, że Urban i Wojciech, rodzeni bracia pochodzący z Komor sprzedali grunt z patronatem kościoła. W parafii istniały trzy kościoły: pierwszy znany jest dzięki kronice parafialnej z lat 1617-1641. Wynika z niej, że kościół ten powstał w pierwszej połowie XV wieku a fundatorami byli Rozbiccy i Wężowie – właściciele Rozbitego Kamienia. Kolejna świątynia powstała w 1778 roku a jej fundatorem był Kazimierz Jastrzębski, dziedzic Rozbitego Kamienia, Wężów i Trebnia, sędzia ziemi łukowskiej. Wykończeniem świątyni zajmowała się wdowa po fundatorze Zofia Jastrzębska. Świątynia ta oprócz istniejącego tytułu Trójcy Przenajświętszej otrzymała również tytuł św. Mikołaja. Budynek kościoła istnieje do dziś, chociaż część jego wyposażenia została przeniesiona do trzeciego z rzędu kościoła wybudowanego w 1994 przez ks. Andrzeja Krupę.
Na skraju wsi położony jest cmentarz grzebalny, powstały w połowie XIX wieku. Pierwszy cmentarz znajdował się w sąsiedztwie kościoła w miejscu obecnej, murowanej świątyni (na mocy zarządzenia austriackich władz zaborczych cmentarze były przenoszone na krańce wsi). Przy drewnianym kościele stoi murowana dzwonnica z 1893, niedaleko cmentarza jest kapliczka św. Jana Nepomucena.
Księgi parafialne są dobrze zachowane (brakuje pojedynczych egzemplarzy), pierwsze wzmianki dotyczące rodzin szlacheckich (Dmowskich, Kosieradzkich, Księżopolskich, Rozbickich) są od 1600, rodzin chłopskich – sto lat później. Stanowi to unikat regionalny – są to jedne z najstarszych ksiąg parafialnych na terenie Podlasia Zachodniego.

## Szkoła w Rozbitym Kamieniu

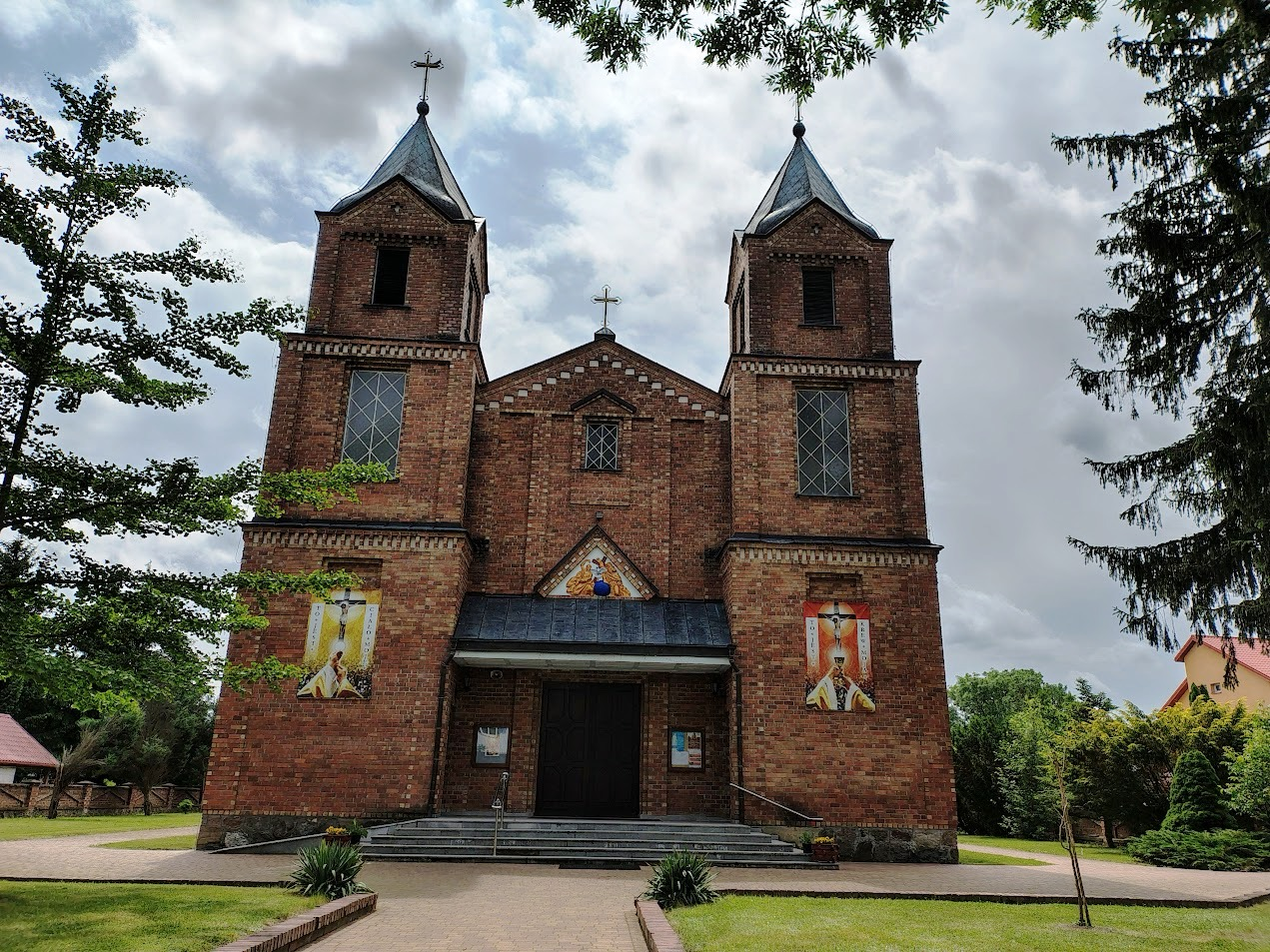
Kościół Trójcy Przenajświętszej (nowy)

Z inicjatywy Polskiej Macierzy w roku szkolnym 1915/1916 powstała w Rozbitym Kamieniu Szkoła Powszechna. Pierwszym nauczycielem był Stanisław Kurek.
W roku szkolnym 1916/1917 szkoła została przemianowana na publiczną, a w 1924/25 otrzymała nazwę Szkoły Rozwojowej. Edukacja trwała 7 lat na razie w 5 oddziałach. Kierownictwo w szkole objął Wiktor Szajkowski. Na sale lekcyjne były wynajmowane izby na wsi. W 1931/32 w porozumieniu z proboszczem parafii księdzem Stanisławem Próchniewiczem w Domu Katolickim urządzono dwie sale lekcyjne i kancelarię.
W 1937/38 zmieniono nazwę placówki na Publiczną Szkołę Powszechną stopnia III w Rozbitym Kamieniu. W styczniu 1939 podczas komasacji gruntów rolnych wydzielono działkę o powierzchni 1 ha na budowę szkoły. We wrześniu wybucha II wojna światowa. Wydano rozkaz zniszczenia podręczników, księgozbioru biblioteki, map, portretów i obrazów. IX 1941 sale lekcyjne zostały zajęte na kwatery wojskowe dla Niemców, nauka odbywała się w stodołach. 27 X 1943  został aresztowany i rozstrzelany kierownik szkoły W. Szajkowski.
W 1944  opuszczony przez okupanta budynek przedstawiał jedno wielkie rumowisko. Z pomocą społeczeństwa został wyremontowany na tyle, by można było rozpocząć nowy rok szkolny. 15 II 1945 wieś została otoczona przez wojsko polsko-rosyjskie i aresztowano mężczyzn powyżej 15 r. życia. Zostało również aresztowanych 2 nauczyciel i wywiezionych w głąb Rosji. W 1945 Maria Golubska i Maria Śledziewska na nowo organizowały szkołę, pomagał im ks. Jan Głąb. 2 X 1945  wróciła z więzienia nauczycielka Maria Pawłowska, dotarła wiadomość o śmierci nauczyciela Kazimierza Ługowskiego wywiezionego do obozu "Kaszaj I". 20 XI 1947 wrócił z Uralu kierownik szkoły Otton Golubski.
W 1949 powołany Komitet Budowy Szkoły rozpoczął prace budowlane. Nowy rok szkolny 1952 powitano w nowym budynku. 10 XI 1960 zorganizowano przy szkole klasy przedszkolne. W 1980 zorganizowane zostało przedszkole. Od 1 IX 1986 na stanowisko Dyrektora Szkoły została powołana mgr Grażyna Zawarczyńska i pełni tę funkcję do chwili obecnej jako Dyrektor Zespołu Oświatowego.
W roku szkolnym 1999/2000 weszła w życie reforma szkolna. Powstała 6-letnia szkoła podstawowa. Oprócz szkoły podstawowej mieściła się jedna klasa gimnazjum funkcjonująca jako Oddział Zamiejscowy Publicznego Gimnazjum w Bielanach. Do Zespołu Oświatowego dołączono w 2002/2003 r. Publiczne Gimnazjum. 14 X 2003  szkoła otrzymała imię „Sybiraków”. Wybór patrona związany jest z historią regionu. W czasie II wojny światowej z Rozbitego Kamienia i okolic na Sybir wywieziono ponad 100 osób.